# Babenco - Alguém Tem que Ouvir o Coração e Dizer: Parou
Babenco - Alguém Tem Que Ouvir o Coração e Dizer: Parou és un documental estrenat el 2019, la primera pel·lícula de l'actriu, directora i productora brasilera Bárbara Paz. La pel·lícula es va estrenar al Festival Internacional de Cinema de Venècia representant el Brasil al concurs "Clàssics de Venècia" i va guanyar en la categoria de millor documental. La pel·lícula també va guanyar el premi del crític independent Bisato D'oro durant el Festival de Cinema de Venècia. Al Brasil, va ser llançat per Imovision als cinemes el 26 de novembre de 2020.

## Sinopsi
El documental reuneix records i reflexions d'Héctor Babenco, d'entre 38 i 70 anys.

## Repartiment
- Hector Babenco
- Regina Braga
- Willem Dafoe
- Paulo José
- Xuxa Lopes
- Selton Mello
- Fernanda Montenegro
- Bárbara Paz
- Carmo Sodré
- Fernanda Torres
- Dráuzio Varella

## Recepció
A l'agregador de ressenyes Rotten Tomatoes, que classifica les crítiques només com a positives o negatives, el documental té una puntuació d'aprovació del 80% basada en 5 ressenyes de la crítica. Waldemar Dalenogare Neto va valorar el documental amb un 7/10 dient que és "molt proposta íntima i molt bonica". Isabela Boscov va dir que és "impressionista i profundament personal" i la va enumerar com una de les seves pel·lícules preferides del 2020. A Variety, Guy Lodge el va qualificar com "elegant i commovedor"."

## Premis i nominacions
- Millor documental al Festival Internacional de Cinema de Bombai/Índia (MIFF 2020)[9]
- Millor llargmetratge documental llatinoamericà al Festival Internacional de Cinema de Viña del Mar/Xile (FICVIÑA 2020)[10]
- Menció especial al Festival Internacional de Cinema Documental de West Lake/Xina (IDF 2020)[11]
- Millor llargmetratge documental al Festival Internacional de Cinema Documental de Guangzhou/Xina (GZDOC 2020) (GZDOC 2020)[12]

La pel·lícula va acabar sent escollida per l'Acadèmia Brasilera de Cinema entre 19 llargmetratges brasilers per representar Brasil a l'Oscar a la millor pel·lícula de parla no anglesa en la 93a edició del premi, però finalment no fou nominada.